# جين روزين
جين روزين (بالإنجليزية: Jane Rosen)‏ هي نحّاتة أمريكية، ولدت في 1950.